# Зосима Палестинский
 Для просмотра статей о других святых того же имени обратитесь к статье Зосима.
Зоси́ма Палести́нский (греч. Ζωσιμᾶς; 460 год, Палестина — 560 год, Иорданский монастырь) — преподобный, иеромонах, авва палестинский, отшельник. Память в Православной церкви совершается 4 (17) апреля.

## Жизнеописание
Жил в VI веке, при императоре Юстине Старшем. Проживал с младенчества в одном из палестинских монастырей в окрестностях Кесарии и, как сообщает Димитрий Ростовский, «прошёл все степени постнических подвигов и соблюдал все правила, преподанные величайшими иноками».
Согласно его житию, в 53 года Зосиме, смущаемому мыслью «Найдётся ли в пустыне человек, превзошедший меня?», явился ангел и сказал:

Зосима! Ты усердно подвизался, насколько это в силах человека, и доблестно прошёл постнический подвиг. Однако нет человека, который мог бы сказать о себе, что он достиг совершенства. Есть подвиги, неведомые тебе, и труднее пройденных тобою. Чтобы познать, сколько иных путей ведут ко спасению, покинь страну свою, как славнейший из патриархов Авраам, и иди в монастырь, лежащий при реке Иордане.

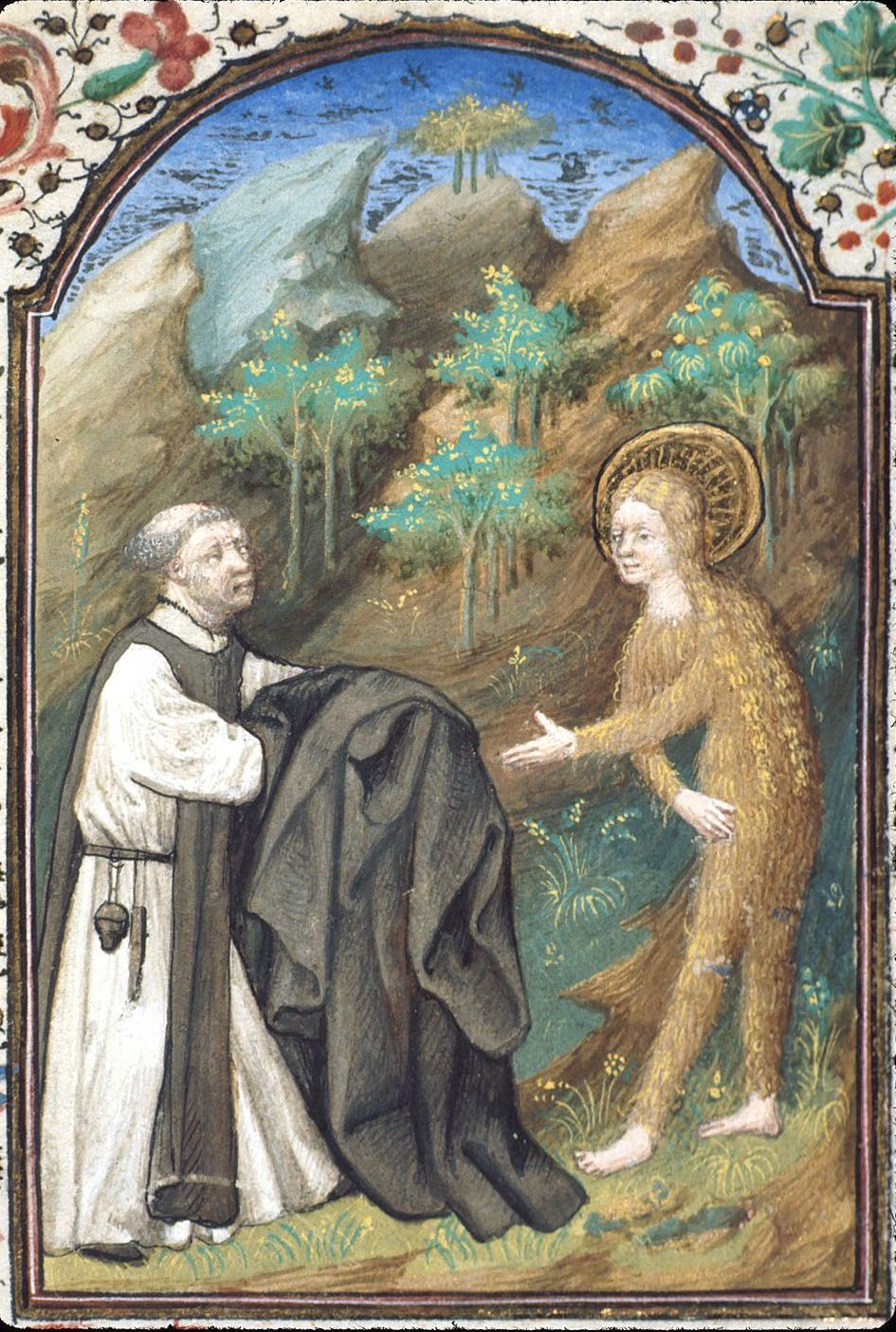
Аналогичный сюжет, средневековая миниатюра

Повинуясь указанию ангела, Зосима переселился в Иорданский монастырь, стоящий на краю пустыни. Там он стал единственным человеком, видевшим и общавшимся с преподобной Марией Египетской в период её жизни в пустыне. Авва Зосима причастил преподобную Марию перед её смертью, а затем похоронил её.
После смерти Марии Египетской он рассказал о её жизни монахам монастыря, где он проживал. Позднее житие преподобной Марии было составлено Софронием Иерусалимским (греческая рукописная минея XIV века сообщает, что Зосима сам рассказал историю Марии святителю Софронию), который и описал там ряд фактов из жизни аввы Зосимы.

## Иконография

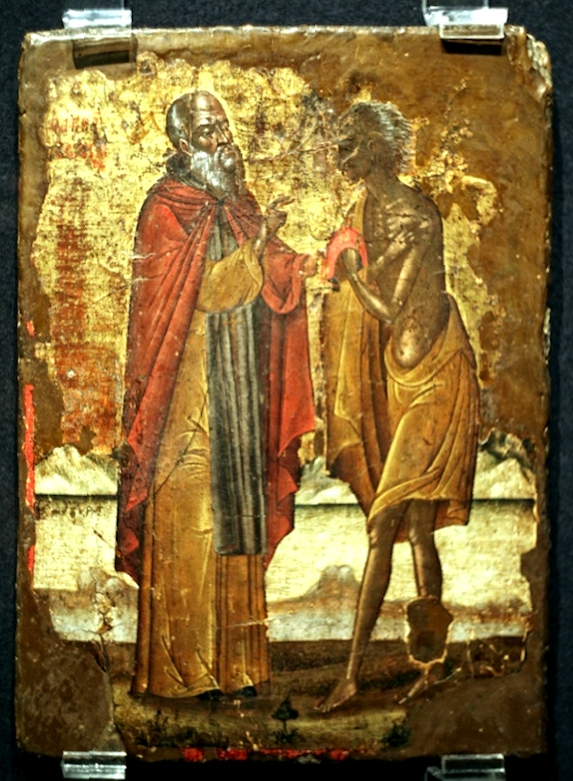
Преподобный Зосима и Мария Египетская
(икона критской школы, XVII век)

Иконописный подлинник даёт следующие указания относительно внешности преподобного Зосимы: «…подобием стар, и сед, брада аки Афанасия Великого подоле, ризы преподобническия». Относительно сюжетов жития Марии Египетской, в которых изображается Зосима, подлинник указывает: «…стоит Мария нагая, а Зосима дает мантию, зрит назад. В другом месте даёт Зосима причастие Святых Таин, стоят у реки Иордана, гора низка вохра над Иорданом, около их деревца, приличныя пустынным местам, изображена».
Единоличные изображения Зосимы являются редкими. Они известны по фрескам каппадокийских церквей (Богородицы Панагии, Ачикель-ага-килисеси, Баллы-килисе в Соганлы), где его изображения находятся, как правило, в зоне вимы, так и новгородских храмов (церковь Спаса Преображения на Ковалёве, церковь Спаса на Нередице).
С XVII века в русской иконописи появляются житийные иконы преподобной Марии, где присутствуют клейма с изображением Зосимы (их число в ряде случаев достигает 5—8). Известны изображения Зосимы в книжной миниатюре (например, в Киевской Псалтири 1397 года сцены встречи Зосимы с Марией и ей причащение иллюстрируют псалом 118).